# Васютинці (Жмеринський район)
Васю́тинці — село в Україні, у Барській міській громаді Жмеринського району Вінницької області.

## Історія
Село назване похідним імені засновників – козаків Мирона та Єлисея Васют.
На початку XX ст. у Васютинцях було Свято-Георгіївське товариство сестер (засноване у 1890 році) та чоловіче братство (засноване з 1893 року). Церковні земельні угіддя складали 34 десятини 2227 сажнів землі, сінокосу та лісу.
Під час геноциду українського народу у 1932—1933 роках, проведеного радянською владою, загинуло 7 мешканців села.
12 червня 2020 року, відповідно розпорядження Кабінету Міністрів України № 707-р «Про визначення адміністративних центрів та затвердження територій територіальних громад Вінницької області.», Васютинська сільська рада об'єднана з Барською міською громадою.
19 липня 2020 року, в результаті адміністративно-територіальної реформи та ліквідації Барського району, село увійшло до складу Жмеринського району.

## Населення

### Мова
Розподіл населення за рідною мовою за даними перепису 2001 року:
| Мова       | Відсоток |
| ---------- | -------- |
| українська | 99,09%   |
| російська  | 0,91%    |

Віросповідання
Релігійне життя села Васютинці визначалося відповідно до того, хто володів цими землями. Перші власники села (XVI ст. ) Васютинські (Васюти) були православними.
Відомо, що на початку XX століття у Васютинцях було 850 дворів православних, 60 дворів католиків та 90 дворів євреїв.
Про першу приходську церкву збереглося досить мало відомостей. Можливо, перша церква на честь Святого великомученика Георгія була уніатською, адже відомості про неї збереглися лише в уніатських богослужебних книгах. Існувала церква до 1759 року. За переказами, вона була деревʼяною та згоріла в 60-х роках XVIII століття.
На сьогодні церкви в селі немає, а віруючі ходять до храмів найближчих сіл – Луки-Барської та Івановець.
Також наразі на виїзді із села функціонує діюча капличка. 

## Пам'ятки
- Меморіал 48 воїнам-односельчанам, полеглим на фронтах німецько-радянської війни[6], встановлений у 1967 році біля сільського клубу.
- Поселення епохи бронзи[7], XII—IX століття до н. е.

## Транспорт
Через село пролягає автобусний маршрут Вінниця — Бар.
В селі знаходиться пасажирський залізничний однойменний зупинний пункт, на якому зупиняються приміські поїзд сполучення Жмеринка — Хмельницький — Гречани. Відстань від зупинного пункту Васютинці до станції Жмеринка — 30 км, до Гречан — 76 км.

## Особистість
- Мироненко-Васютинський Понтій Семенович — начальник корпусу Армії УНР[8].